# Грем (Алабама)
Грем (англ. Graham) — переписна місцевість (CDP) в США, в окрузі Рендолф штату Алабама. Населення — 196 осіб (2020).

## Географія
Грем розташований за координатами 33°27′19″ пн. ш. 85°19′23″ зх. д. / 33.45528° пн. ш. 85.32306° зх. д. (33.455191, -85.323085).  За даними Бюро перепису населення США в 2010 році переписна місцевість мала площу 15,16 км², уся площа — суходіл.

## Демографія
Згідно з переписом 2010 року, у переписній місцевості мешкало 211 особа в 83 домогосподарствах у складі 62 родин. Густота населення становила 14 особи/км².  Було 101 помешкання (7/км²).
Расовий склад населення:
| - 83,9 % — білих - 16,1 % — чорних або афроамериканців |

До двох чи більше рас належало 0,0 %. Частка іспаномовних становила 0,0 % від усіх жителів.
За віковим діапазоном населення розподілялося таким чином: 19,4 % — особи молодші 18 років, 58,8 % — особи у віці 18—64 років, 21,8 % — особи у віці 65 років та старші. Медіана віку мешканця становила 49,4 року. На 100 осіб жіночої статі у переписній місцевості припадало 115,3 чоловіків;  на 100 жінок у віці від 18 років та старших — 93,2 чоловіків також старших 18 років.
Середній дохід на одне домашнє господарство  становив 45 492 долари США (медіана — 41 914), а середній дохід на одну сім'ю — 52 593 долари (медіана — 45 000). За межею бідності перебувало 4,5 % осіб, у тому числі 0,0 % дітей у віці до 18 років та 0,0 % осіб у віці 65 років та старших.
Цивільне працевлаштоване населення становило 150 осіб. Основні галузі зайнятості: освіта, охорона здоров'я та соціальна допомога — 26,7 %, роздрібна торгівля — 14,7 %, оптова торгівля — 10,0 %, виробництво — 8,0 %.